# Brandigan
Brandigan est, dans la légende arthurienne, le château du roi Evrain ; catte puissante forteresse construite sur une île fortifiée est entourée d'une rivière profonde et bruyante ; tout y pousse en abondance et elle abrite le verger de La Joie de la Cour. 
Le château apparaît dans le roman Érec et Énide de Chrétien de Troyes, où il est le lieu de la dernière épreuve remportée par Érec. 